# Гачкоподібні відростки ребер

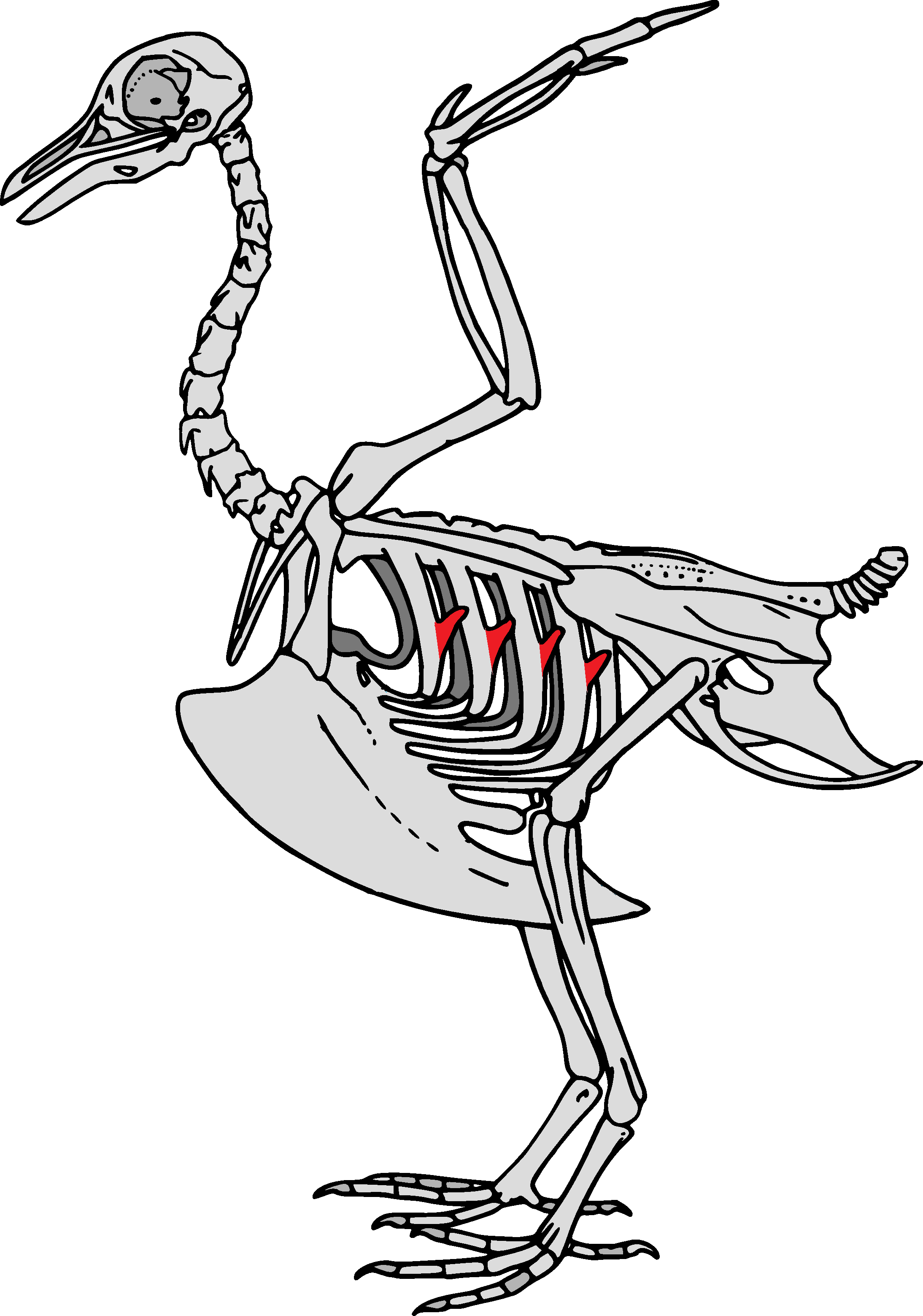
Скелет птаха з виділеними гачкоподібними відростками ребер

Гачкоподібні відростки ребер — каудально направлені відростки ребер, наявні у птахів, деяких сучасних та викопних плазунів і ранніх лабіринтодонтів Acanthostega й Ichthyostega. До цих відростків кріпляться м'язи дихання і плечей.